# Franzosen-Brunnen (Merseburg)

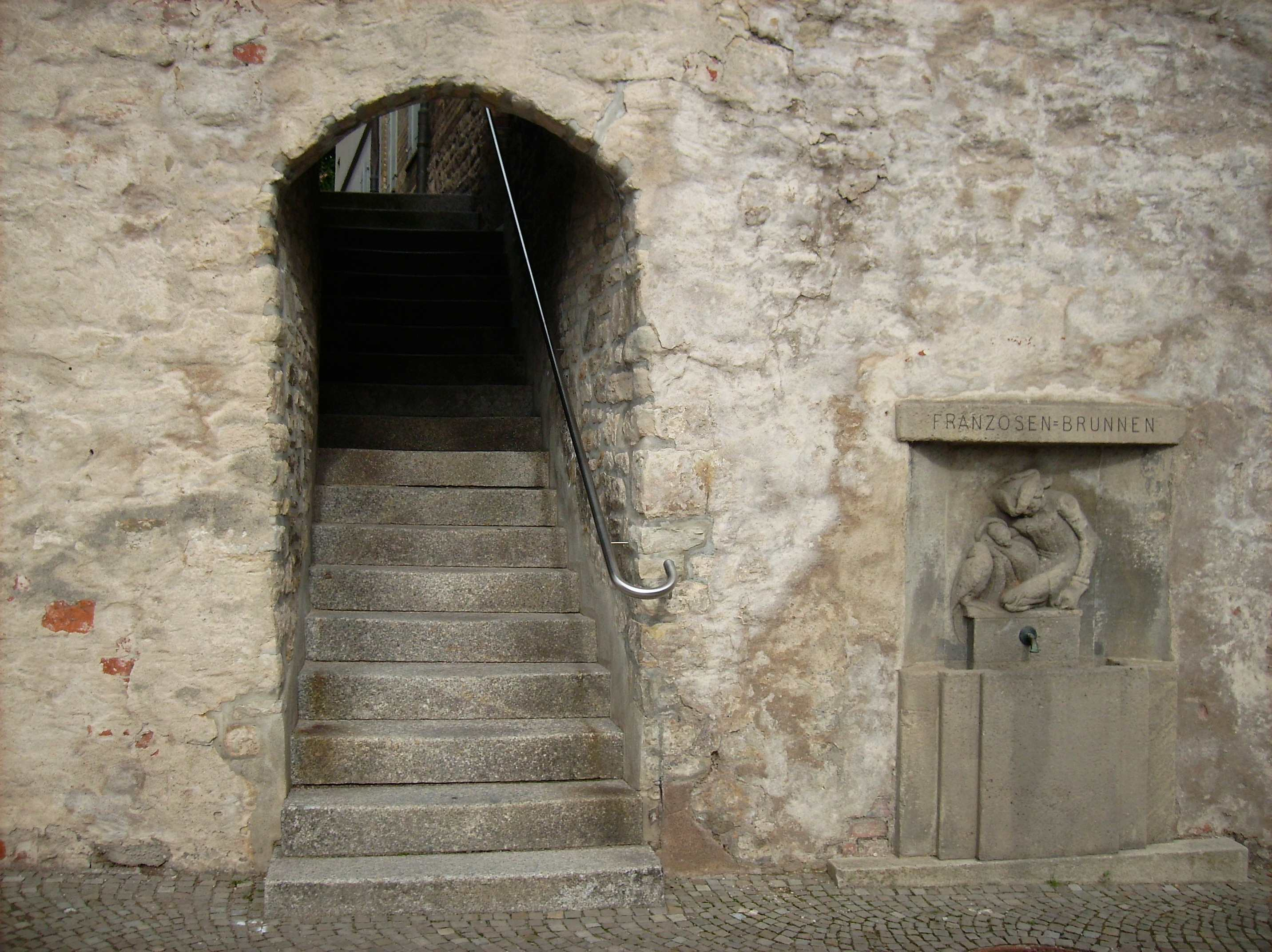
Franzosen-Brunnen in Merseburg

Der Franzosen-Brunnen ist ein Denkmal in Merseburg und erinnert an die Schlacht bei Roßbach. Er befindet sich in der Domstraße am Durchgang zur Grünen Straße zwischen den ehemaligen Vikarienhäusern Curia vicariae trium regum und Curia Philippi et Jacobi. In seiner jetzigen Gestalt wurde der Brunnen im Jahr 1928 von Laurita Heye gestaltet. Ursprünglich unter dem Namen Capitulsbrunnen bekannt, setzte sich die Bezeichnung Franzosen-Brunnen durch, nachdem 1757 ein französischer Offizier darin ertrunken aufgefunden wurde.

## Geschichte
Einen Monat nachdem Kriegsgefangene der Schlacht bei Roßbach auch in Merseburg untergebracht worden waren, wurde ein Mann tot im Brunnen aufgefunden. Das Domfreiheitsgericht und der Stadtkommandant von Bredow wurden benachrichtigt. Die Leiche wurde aus dem Brunnen herausgeholt und in das nahe am Krummen Tor befindliche Gewölbe gebracht. Am nächsten Morgen fand eine Besichtigung der Leiche statt. Der Tote wurde anhand seiner Uniform als Offizier des Regiments Piemont (weiße Montur mit schwarzen Ausschlägen) ausgemacht. Der Landphysikus Dr. Bartholomaei und der Regimentsarzt Karl Bürker fanden keine äußeren Verletzungen. Die Sektion bewies, dass der Offizier ertrunken war und schon längere Zeit im Wasser gelegen hatte. Der hinzugezogene französische Kapitän de Rachais identifizierte den Toten als den Lieutenant d’Arivelle (Aribel), den man schon seit dem 10. oder 11. November vermisst hatte.
Laut ärztlichem Gutachten nahm man an, dass der Offizier entweder aus Verzweiflung und Angst oder aufgrund von Depressionen (PTSD) in den Brunnen gesprungen sei und sich auf diese Weise das Leben verkürzte. Andere erzählen, er habe sich darin verbergen wollen und sei hernach verunglückt.
Der Vorfall wurde auch dem Konsistorium und der Regierung gemeldet, die verfügten, dass die Leiche auf dem Stadtgottesacker beigesetzt wurde.
Von dem, was man bei dem Ertrunkenen fand, wurde ein silbernes Petschaft (Siegel mit Gravierung) dem genannten Kapitän de Rachais überlassen. Das Übrige wurde verkauft, um die Kosten der Sektion zu decken.
Der verunreinigte Brunnen wurde auf Anordnung des Domkapitels ausgepumpt, und zur Desinfektion wurden zwei Dresdner Maß Salz hineingeschüttet.